# 哈特爾峰
47°41′14″N 16°18′56″E / 47.68722°N 16.31556°E
哈特爾峰（德語：Hartlspitz），是奧地利的山峰，位於該國東部，由布爾根蘭州負責管轄，屬於羅薩利亞山的一部分，距離奧爾貝格山0.5公里，海拔高度700米。